# Sternocera ruficornis
Espèce
Sternocera ruficornis est une espèce de coléoptères appartenant à la famille des Buprestidae. Ses élytres vert métallisé sont fréquemment utilisés dans la fabrication de bijoux.

## Description
Sternocera ruficornis peut atteindre une longueur d'environ 30–50 mm. Ses élytres et son pronotum sont d'un brillant vert irisé et son pronotum est densément ponctué. Il est visuellement très similaire à S. aequisignata (en) ; la principale différence morphologique est que les pattes de S. ruficornis sont rouges et celles de S. aequisignata sont vertes.

## Distribution et Habitat
Cette espèce est présente partout en Asie du sud.
En Thaïlande, il est répandu dans le nord-est du pays, là où se trouvent des bambous du genre Arundinaria.

## Cycle de vie
La femelle pond des œufs individuellement dans le sol à la base de la plante hôte. Chaque femelle est capable de pondre de 5 à 12 œufs, qui mettent 2 mois à éclore. La larve a cinq stades. Les stades 1 à 4 restent dans le sol pendant 3-4 mois, où ils se nourrissent des racines de la plante hôte adulte. Le 5e stade larvaire peut être trouvé au-dessus du sol, jusqu'à ce qu'il y retourne pour la pupaison. Les coléoptères adultes ont une courte durée de vie de 1 à 3 semaines, bien que le cycle de vie complet puisse prendre jusqu'à deux ans.

## Entomophagie
S. ruficornis et S. aequisignata sont consommés dans le nord de la Thaïlande, du Laos et de la Chine.. C'est l'une des principales causes de la diminution de leurs populations dans la région.